# GP2 Series
GP2 Series je bilo automobilističko prvenstvo koje je 2005. zamijenilo Međunarodnu Formulu 3000. Format za GP2 prvenstvo su osmislili Bernie Ecclestone i Flavio Briatore. GP2 prvenstvo su osvajali mnogi vozači koji su se kasnije natjecali u Formuli 1, poput Nice Rosberga, Lewisa Hamiltona, Nice Hülkenberga, Romaina Grosjeana i drugih. Dallara je bila jedini proizvođač šasije, a Mecachrome jedini proizvođač pogonskih jedinica. Gume su izrađivali Bridgestone i Pirelli. Godine 2017. natjecanje je preimenovano u FIA Formula 2 prvenstvo.

## Prvaci

### Vozači
| Sezona | Vozač | Vozač             | Momčad               | Šasija         | Motor               |
| ------ | ----- | ----------------- | -------------------- | -------------- | ------------------- |
| 2005.  | 9     | Nico Rosberg      | ART Grand Prix       | Dallara GP2/05 | Mecachrome 4.0 L V8 |
| 2006.  | 2     | Lewis Hamilton    | ART Grand Prix       | Dallara GP2/05 | Mecachrome 4.0 L V8 |
| 2007.  | 5     | Timo Glock        | iSport International | Dallara GP2/05 | Mecachrome 4.0 L V8 |
| 2008.  | 12    | Giorgio Pantano   | Racing Engineering   | Dallara GP2/08 | Mecachrome 4.0 L V8 |
| 2009.  | 10    | Nico Hülkenberg   | ART Grand Prix       | Dallara GP2/08 | Mecachrome 4.0 L V8 |
| 2010.  | 15    | Pastor Maldonado  | Rapax                | Dallara GP2/08 | Mecachrome 4.0 L V8 |
| 2011.  | 11    | Romain Grosjean   | DAMS                 | Dallara GP2/11 | Mecachrome 4.0 L V8 |
| 2012.  | 3     | Davide Valsecchi  | DAMS                 | Dallara GP2/11 | Mecachrome 40. L V8 |
| 2013.  | 8     | Fabio Leimer      | Racing Engineering   | Dallara GP2/11 | Mecachrome 4.0 L V8 |
| 2014.  | 7     | Jolyon Palmer     | DAMS                 | Dallara GP2/11 | Mecachrome 4.0 L V8 |
| 2015.  | 5     | Stoffel Vandoorne | ART Grand Prix       | Dallara GP2/11 | Mecachrome 4.0 L V8 |
| 2016.  | 21    | Pierre Gasly      | Prema Racing         | Dallara GP2/11 | Mecachrome 4.0 L V8 |

### Momčadi
| Sezona | Momčad                          | Vozači | Vozači              | Šasija         | Motor               |
| ------ | ------------------------------- | ------ | ------------------- | -------------- | ------------------- |
| 2005.  | ART Grand Prix                  | 9      | Nico Rosberg        | Dallara GP2/05 | Mecachrome 4.0 L V8 |
| 2005.  | ART Grand Prix                  | 10     | Alexandre Prémat    | Dallara GP2/05 | Mecachrome 4.0 L V8 |
| 2006.  | ART Grand Prix                  | 1      | Alexandre Prémat    | Dallara GP2/05 | Mecachrome 4.0 L V8 |
| 2006.  | ART Grand Prix                  | 2      | Lewis Hamilton      | Dallara GP2/05 | Mecachrome 4.0 L V8 |
| 2007.  | iSport International            | 5      | Timo Glock          | Dallara GP2/05 | Mecachrome 4.0 L V8 |
| 2007.  | iSport International            | 6      | Andreas Zuber       | Dallara GP2/05 | Mecachrome 4.0 L V8 |
| 2008.  | Barwa International Campos Team | 5      | Vitalij Petrov      | Dallara GP2/08 | Mecachrome 4.0 L V8 |
| 2008.  | Barwa International Campos Team | 6      | Ben Hanley          | Dallara GP2/08 | Mecachrome 4.0 L V8 |
| 2008.  | Barwa International Campos Team | 6      | Lucas di Grassi     | Dallara GP2/08 | Mecachrome 4.0 L V8 |
| 2009.  | ART Grand Prix                  | 9      | Pastor Maldonado    | Dallara GP2/08 | Mecachrome 4.0 L V8 |
| 2009.  | ART Grand Prix                  | 10     | Nico Hülkenberg     | Dallara GP2/08 | Mecachrome 4.0 L V8 |
| 2010.  | Rapax                           | 14     | Luiz Razia          | Dallara GP2/08 | Mecachrome 4.0 L V8 |
| 2010.  | Rapax                           | 15     | Pastor Maldonado    | Dallara GP2/08 | Mecachrome 4.0 L V8 |
| 2011.  | Barwa Addax Team                | 3      | Charles Pic         | Dallara GP2/11 | Mecachrome 4.0 L V8 |
| 2011.  | Barwa Addax Team                | 4      | Giedo van der Garde | Dallara GP2/11 | Mecachrome 4.0 L V8 |
| 2012.  | DAMS                            | 3      | Davide Valsecchi    | Dallara GP2/11 | Mecachrome 4.0 L V8 |
| 2012.  | DAMS                            | 4      | Felipe Nasr         | Dallara GP2/11 | Mecachrome 4.0 L V8 |
| 2013.  | Russian Time                    | 11     | Sam Bird            | Dallara GP2/11 | Mecachrome 4.0 L V8 |
| 2013.  | Russian Time                    | 12     | Tom Dillmann        | Dallara GP2/11 | Mecachrome 4.0 L V8 |
| 2014.  | DAMS                            | 7      | Jolyon Palmer       | Dallara GP2/11 | Mecachrome 4.0 L V8 |
| 2014.  | DAMS                            | 8      | Stéphane Richelmi   | Dallara GP2/11 | Mecachrome 4.0 L V8 |
| 2015.  | ART Grand Prix                  | 5      | Stoffel Vandoorne   | Dallara GP2/11 | Mecachrome 4.0 L V8 |
| 2015.  | ART Grand Prix                  | 6      | Nobuharu Matsushita | Dallara GP2/11 | Mecachrome 4.0 L V8 |
| 2016.  | Prema Racing                    | 20     | Antonio Giovinazzi  | Dallara GP2/11 | Mecachrome 4.0 L V8 |
| 2016.  | Prema Racing                    | 21     | Pierre Gasly        | Dallara GP2/11 | Mecachrome 4.0 L V8 |

| Prethodnik:                                | GP2 Series (2005. − 2016.) | Nasljednik:                   |
| International Formula 3000 (1985. − 2004.) | GP2 Series (2005. − 2016.) | FIA Formula 2 (2017. − danas) |